# Nataly Valencia
Nataly Steffanía Valencia Valdez (Quito, 23 de diciembre de 1986) es una actriz de cine y teatro ecuatoriana, conocida por formar parte del elenco de Enchufe.tv, una serie web de la productora Touché Films.

## Biografía

### Estudios
Nataly Valencia estudió el primer año de secundaria en el Colegio Francisco de Orellana, y culminó la secundaria en el Colegio 24 de Mayo. Durante su vida de colegio, formó grupos de teatro con sus compañeros, donde escribía obras improvisadas que presentaba de aula en aula, además en el colegio ingresó a un curso de actuación para televisión.
Egresó de la primera promoción de la carrera de Realización y Actuación de INCINE, de Quito, Ecuador, en 2012, y realizó estudios en el ESCAC de Barcelona, España, en Realización y Actuación con una Maestría en Dirección.

## Carrera

### Enchufe.tv
Luego de regresar a Ecuador, después de realizar su maestría, integra el equipo de Touché Films, como guionista y actriz, apareciendo por primera vez en la serie web de YouTube, Enchufe.tv, en el sketch Pijama. Entre sus guiones para la serie web, destacan los de mayor motivación para Nataly, los cuales se centran en protagonistas femeninas fuertes y complejas, como lo son en los sketches Viendo Como Chica Menstruando, Novia Perfecta y las Lorenas del Futuro.
Como parte de la serie web, ha obtenido reconocimientos como el Premio de la Audiencia como mejor Show del Año en los Streamy Awards de 2014, y un Premio Especial como Creadores de Contenidos Latinoamericanos de los Eliot Awards de 2016.
En 2016 protagonizó y escribió el guion del filme web Enchufe sin visa, para la plataforma de Vimeo On Demand, el cual está dividido en 4 sketches, con 4 personajes e historias distintas que se enlazan al final de la misma.

### Cine
Actuó para varios cortometrajes dramáticos, antes de hacer comedia para Enchufe.tv.
Fue parte del elenco de la película Los Canallas de 2009, junto a Ana Cristina Franco, Jorge Fegan y Diego Coral.
En 2013 fue parte del elenco de la película Distante cercanía, de Alex Schlenker y Diego Coral, junto a los actores Gonzalo Estupiñán y Christoph Baumann.
Escribió en conjunto el guion para la película Dedicada a mi Ex, antes llamada Rock’n Cola, con Diego Ulloa, Julio Panni, Juan Diego Aguilar y Jorge Ulloa, con los que decidió el tema y las ideas de la película, en un proceso que describe como "matar los egos" y con el que todos estuvieron de acuerdo con el resultado final. Dicha película es la primera que realiza el equipo de Touché Films, donde Raúl Santana es el protagonista, Jorge Ulloa el director, y ella junto a Orlando Herrera, Biassini Segura y Carlos Alcántara, son parte del elenco. Para el papel que le tocó interpretar, Nataly tuvo que aprender a tocar la batería durante varios meses, y a conducir motocicleta, ya que su personaje es una mujer violenta, impulsiva, loca, baterista, motociclista, y muchas de las cosas opuestas a ella, pues se considera una mujer tranquila.

### Teatro
En 2016, actuó junto a Raúl Santana en la obra de micro-teatro Tenemos que hablar.
En 2018, formó parte del elenco de la obra de teatro Los Bonobos, junto a Álex Cisneros, Christian Castillo, Pancho Viñachi, Valentina Pacheco y Sonia Valdez.

## Filmografía

### Series
- P#t@s redes sociales (Prime Video (primera temporada))
- Ojitos de huevo (Netflix (Segunda Temporada))

### Cine
- Los Canallas
- Distante cercanía
- Asu Mare 3
- Dedicada a mi ex
- Misfit, eres o te haces

### Internet
- Enchufe.tv
- Enchufe sin visa

### Teatro
- Tenemos que hablar
- Los Bonobos